# Amara Diouf
Amara Diouf (Pikine, Dakar, Senegal, 7 de junio de 2008) es un futbolista senegalés. Juega de extremo y su equipo es el Génération Foot de Sangalkam de la Liga senegalesa de fútbol.

## Trayectoria
Su padre fue futbolista y es dueño de una escuelita de fútbol amateur, fue allí donde Amara comenzó sus primeros pasos en las categorías infantiles. Luego a sus 9 años intentó fichar por un club profesional de la liga senegalesa pero fue rechazado por Diambars FC debido a ser considerado de poca contextura física. En la Danone Nations Cup de 2017 jugó con 9 años en la competición que es sub-12 y se destacó con 9 goles. Otro club profesional de su país, Génération Foot de Sangalkam, lo fichó en su academia, pudo finalizar las categorías infantiles y comenzó su formación juvenil.
En el año 2023 disputó un torneo internacional amistoso sub-19 a pesar de ser categoría sub-15. Viajaron a Marruecos y se midieron ante equipos europeos en fase de grupos, primero contra Anderlecht, Amara convirtió un gol en contra pero finalmente empataron 1-1, luego jugaron ante Lyon, brindó un pase de gol y empataron 1-1 nuevamente. Clasificaron a cuartos de final tras quedar en la segunda posición del grupo y su rival fue Real Madrid, en el segundo tiempo recibió un pase, eludió 2 jugadores y con un remate desde fuera del área convirtió un gol aunque luego les empataron pero fueron a penales y clasificaron a la semifinal al ganar la definición 3-4. En la semifinal jugaron ante los locales, la Academia Mohammed VI, empataron sin goles y nuevamente fueron a penales, convirtió el suyo y ganaron 5-4. En el partido por el título jugaron contra FUS Rabat, fue un encuentro parejo pero fue el propio Diouf que convirtió el único gol del cotejo y la Academia Génération Foot se quedó con el trofeo. Fue seleccionado el mejor jugador del torneo.
El 20 de agosto de 2023 debutó a nivel internacional de clubes con el primer equipo del Génération Foot, fue titular en el partido de ida de la primera ronda de la Liga de Campeones de la CAF 2023-24 y empataron sin goles frente a Hafia FC, en la revancha volvió a ser titular y empataron 2-2 pero debido a los goles de visitante fue el campeón de Guinea quien avanzó a la siguiente ronda.
Tras su debut con la selección absoluta de Senegal, se anunció un acuerdo de fichaje con el Football Club de Metz, para incorporarse al club francés al cumplir los 18 años en 2026.
El 1 de noviembre fue nominado como jugador joven del año para la Confederación Africana de Fútbol. Quedó en el cohorte final de los 5 mejores jóvenes africanos, junto a Dango Ouattara, Bilal El Khannous, Abdessamad Ezzalzouli y Lamine Camara.

## Selección nacional

### Juveniles
Ha sido internacional con la selección de Senegal en la categorías juveniles sub-17 y sub-20.
Con 14 años debutó a nivel oficial con la sub-17 de Senegal en el primer partido de la Eliminatoria a la Copa Africana de Naciones Sub-17 2023, jugó el 1° de octubre de 2022 frente a Cabo Verde, convirtió 2 goles y ganaron 0-6. En el segundo encuentro se midieron contra Malí pero fueron derrotados 1-2. En la semifinal su rival fue Sierra Leona, empataron sin goles en tiempo reglamentario y fueron a penales, convirtió el suyo y ganaron 5-6. En la final se encontraron nuevamente contra Malí, Diouf convirtió un gol pero empataron 1-1, fueron a penales y perdieron, de igual forma clasificaron a la Copa Africana sub-17.
Se destacó en la Copa Africana de Naciones Sub-17 de 2023, fue el capitán a pesar de tener 14 años, aportó 5 goles en 6 partidos y se coronaron campeones por primera vez en su historia tras vencer 2-1 a Marruecos en la final. Ganó la Bota de Oro de la competición y además fue incluido en el equipo ideal.
Fue convocado a la selección sub-20 para jugar los Juegos de la Francofonía. Debutó en el primer partido de la fase de grupos el 29 de julio de 2023, convirtió un gol y empataron 2-2 frente a Congo. Luego perdieron contra Burkina Faso por la mínima y quedaron eliminados.
Posteriormente fue citado a la sub-17 para entrenar de cara al Mundial. Jugaron un cuadrangular amistoso de preparación contra Panamá, Rusia y Uzbekistán. El 31 de octubre fue confirmado para jugar la Copa Mundial Sub-17 en Indonesia.
Debutó en la primera fecha del Mundial el 11 de noviembre, fue titular y capitán con 15 años frente a Argentina, convirtió un doblete, ganaron 1-2 y fue elegido como el mejor jugador del partido. En el tercer partido se lesionó y no pudo continuar con minutos. Finalmente Senegal llegó a octavos de final pero tras empatar sin goles cayeron derrotados en penales con Francia.

### Absoluta
Fue convocado a la selección absoluta de Senegal por primera vez en septiembre de 2023, el entrenador Aliou Cissé lo citó con 15 años de cara a la doble fecha FIFA del mes.
Debutó con Los Leones de la Teranga el 9 de septiembre de 2023, ingresó al minuto 71 por Cheikh Sabaly para enfrentar a Ruanda en el primer partido de la Clasificación para la Copa Africana de Naciones de 2023 y empataron 1-1. Con 15 años y 94 días se convirtió en el jugador más joven en defender la selección de Senegal.
Volvió a ser convocado a la selección el 15 de marzo de 2024, de cara a dos amistosos internacionales. En el segundo partido tuvo minutos contra Benín, equipo al que derrotaron 1-0.

## Estadísticas

### Clubes
Actualizado al último partido disputado el 27 de agosto de 2023.
| Club                    | Div.          | Temporada     | Liga  | Liga  | Liga   | Copas nacionales | Copas nacionales | Copas nacionales | Copas internacionales | Copas internacionales | Copas internacionales | Total | Total | Total  |
| Club                    | Div.          | Temporada     | Part. | Goles | Asist. | Part.            | Goles            | Asist.           | Part.                 | Goles                 | Asist.                | Part. | Goles | Asist. |
| ----------------------- | ------------- | ------------- | ----- | ----- | ------ | ---------------- | ---------------- | ---------------- | --------------------- | --------------------- | --------------------- | ----- | ----- | ------ |
| Génération Foot Senegal | 1.ª           | 2022-23       | ?     | ?     | ?      | -                | -                | -                | —                     | —                     | —                     | 0     | 0     | 0      |
| Génération Foot Senegal | 1.ª           | 2023-24       | ?     | ?     | ?      | -                | -                | -                | 2                     | 0                     | 0                     | 2     | 0     | 0      |
| Génération Foot Senegal | 1.ª           | 2024-25       | ?     | ?     | ?      | -                | -                | -                | —                     | —                     | —                     | 0     | 0     | 0      |
| Génération Foot Senegal | Total club    | Total club    | 0     | 0     | 0      | 0                | 0                | 0                | 2                     | 0                     | 0                     | 2     | 0     | 0      |
| Total carrera           | Total carrera | Total carrera | 0     | 0     | 0      | 0                | 0                | 0                | 2                     | 0                     | 0                     | 2     | 0     | 0      |
| 1.                      |               |               |       |       |        |                  |                  |                  |                       |                       |                       |       |       |        |

### Selección
Actualizado al último partido disputado el 26 de marzo de 2024.
| Selección         | Temporada         | Continental | Continental | Continental | Mundial | Mundial | Mundial | Amistosos | Amistosos | Amistosos | Total | Total | Total  |
| Selección         | Temporada         | Part.       | Goles       | Asist.      | Part.   | Goles   | Asist.  | Part.     | Goles     | Asist.    | Part. | Goles | Asist. |
| ----------------- | ----------------- | ----------- | ----------- | ----------- | ------- | ------- | ------- | --------- | --------- | --------- | ----- | ----- | ------ |
| Sub-17 Senegal    | 2022              | 4           | 3           | 0           | —       | —       | —       | ?         | ?         | ?         | 4     | 3     | 0      |
| Sub-17 Senegal    | 2023              | 6           | 5           | 2           | 3       | 2       | 0       | 3         | 2         | 0         | 12    | 9     | 2      |
| Sub-17 Senegal    | Total sel.        | 10          | 8           | 2           | 3       | 2       | 0       | 3         | 2         | 0         | 16    | 12    | 2      |
| Sub-20 Senegal    | 2023              | 2           | 1           | 0           | -       | -       | -       | 0         | 0         | 0         | 2     | 1     | 0      |
| Sub-20 Senegal    | Total sel.        | 2           | 1           | 0           | 0       | 0       | 0       | 0         | 0         | 0         | 2     | 1     | 0      |
| Absoluta Senegal  | 2023              | 1           | 0           | 0           | —       | —       | —       | 0         | 0         | 0         | 1     | 0     | 0      |
| Absoluta Senegal  | 2024              | -           | -           | -           | —       | —       | —       | 1         | 0         | 0         | 1     | 0     | 0      |
| Absoluta Senegal  | Total sel.        | 1           | 0           | 0           | 0       | 0       | 0       | 1         | 0         | 0         | 2     | 0     | 0      |
| Total selecciones | Total selecciones | 13          | 9           | 2           | 3       | 2       | 0       | 4         | 2         | 0         | 20    | 13    | 2      |
| 1. 2.             |                   |             |             |             |         |         |         |           |           |           |       |       |        |

## Palmarés

### Títulos internacionales
| Título                           | Equipo               | País    | Año  |
| -------------------------------- | -------------------- | ------- | ---- |
| Copa Africana de Naciones Sub-17 | Selección de Senegal | Argelia | 2023 |

### Distinciones individuales
| Distinción                                                   | Año  |
| ------------------------------------------------------------ | ---- |
| Bota de Oro de la Copa Africana de Naciones Sub-17 (5 goles) | 2023 |
| Equipo ideal de la Copa Africana de Naciones Sub-17          | 2023 |